# Majur (żupania zagrzebska)
Majur – wieś w Chorwacji, w żupanii zagrzebskiej, w gminie Farkaševac. W 2011 roku liczyła 112 mieszkańców.